# Victor Houet
Victor Houet est un footballeur belge né le 2 septembre 1900 à Sclessin, Liège (Belgique) et mort à une date non connue,.
Il a été milieu de terrain au Tilleur FC, club situé  dans la banlieue de Liège. Ce club monte en Division 1, à trois reprises, en 1925, en 1929 et en 1933. 
Victor Houet a joué en équipe de Belgique, quatre matches en 1924-1925. Il avait fait partie du groupe de joueurs retenus pour les jeux olympiques de 1924, mais n'avait joué aucun match lors de cette compétition.

## Palmarès
- International belge en 1924 et 1925 (4 sélections)
- Présélection aux Jeux olympiques 1924 (ne joue pas)
- Champion de Belgique D2 en 1925 et 1933 avec le Tilleur FC